# Вац, Кирилл Степанович
Кирилл Степанович Вац (англ. Carl Watts; 10 октября 1930 — 8 января 2011) — советский диктор, переводчик-синхронист и киноактёр.

## Биография
Родился 10 октября 1930 года в Виннипеге, Канада в семье выходцев из Российской империи.
Отец — Степан Денисович Вац — родился 28 сентября 1901 года в селе Смидин на Западной Украине, с 18 лет служил добровольцем в 1-й конармии Будённого, был ранен в ногу в Сивашской битве в Крыму, по окончании Гражданской войны вернулся в родные места. К этому времени был подписан Рижский мирный договор, и село отошло к Польше. Мать — Евдокия Максимовна Панасюк — до конца жизни оставалась неграмотной. Поженившись в 1927 году, в 1929 семейная пара эмигрировала из Польши в Канаду, где вскоре родился Карл, а немногим более чем через год — его младший брат Джордж (позже — Григорий Степанович Вац, переводчик-синхронист, сотрудник телекомпании Russia Today). В годы Великой депрессии семья получила неосвоенный участок земли от государства и переехала на север провинции Манитоба.
С началом в 1939 году Второй мировой войны и развитием оборонной промышленности в Канаде семейство перебралось в город Гамильтон, провинция Онтарио, где братья учились в школе Westdale Secondary School.
По окончании войны на семейном совете было принято решение эмигрировать в СССР, что и было осуществлено в марте 1952 года.
После запрета на проживание в Киеве семья поселилась в Ворошиловграде. Карл поступил работать на завод имени Д. Ф. Рудя, где изготавливал напильники. Трудоустройству предшествовало получение советских документов, в результате которого волей паспортистки братья превратились в Кирилла и Григория. Параллельно учился в вечерней школе, готовился стать переводчиком.
Окончил переводческий факультет Московского педагогического института иностранных языков. Участвовал в подготовке и проведении Московского фестиваля молодёжи и студентов (1957).
Работал диктором иностранного вещания в Африканской редакции советского радио, ныне — Российская государственная радиокомпания «Голос России».
На протяжении 35 лет с начала 1970-х годов в период проведения в Москве крупных турниров по хоккею с шайбой, таких, как Приз Известий, приглашался в качестве диктора-информатора для объявлений информации на английском языке во время матча (вместе с ним работали поочерёдно Нина Шаборкина и Валентин Валентинов). Хрипловатый тембр голоса Кирилла Степановича в сочетании с ярко выраженным американским английским языком и манерой подачи информации создавали у советских болельщиков ощущение присутствия на матче НХЛ.
Был участником 17-серийного документального проекта «Стратегия победы» (1984), посвящённого Великой Отечественной войне. В фильмах проекта использовались материалы Российского Государственного архива кинофотодокументов и Госфильмофонда России.
В 1992—1993 годах был программным директором англоязычной части вещания Открытого радио. Также работал диктором кинокомпании GaliX.
Предпочитал называть себя в эфире именем Карл.
Проживал с супругой в Москве по адресу: старая Басманная улица, 24.
Умер 8 января 2011 года.

## Семья
- Супруга — Валерия Игоревна Вац (24.05.1937 — 02.02.2017).
- Сын — Никита Вац (род. 21.01.1965), проживает в Монреале, Канада.

## Актёр
- 1973 — «Молчание доктора Ивенса» — ведущий новостей
- 1984 — «Стратегия победы» (документальный) — читает американские документы
- 1985 — «Одиночное плавание» — Дюк Сэмуэл, генерал
- 1990 — «Николай Вавилов» — Герман Мёллер, американский учёный
- 1991 — «Операция Гелий» (документальный) — Хильдебранд, американский геохимик

## Актёрозвучивания
- 1963 — «Выстрел в тумане» — атташе Бинкль (озвучил роль Бруно Оя)
- 1975 — «Центровой из поднебесья» — тренер американцев (озвучил роль Алексея Бояршинова)
- 1991 — «Mister Пронька» (мультипликационный) — Пит